# Bundesstraße 209
Die Bundesstraße 209 (Abkürzung: B 209) führt vom Landkreis Nienburg/Weser, Niedersachsen bis nach Schwarzenbek im Kreis Herzogtum Lauenburg, Schleswig-Holstein.

## Verlauf

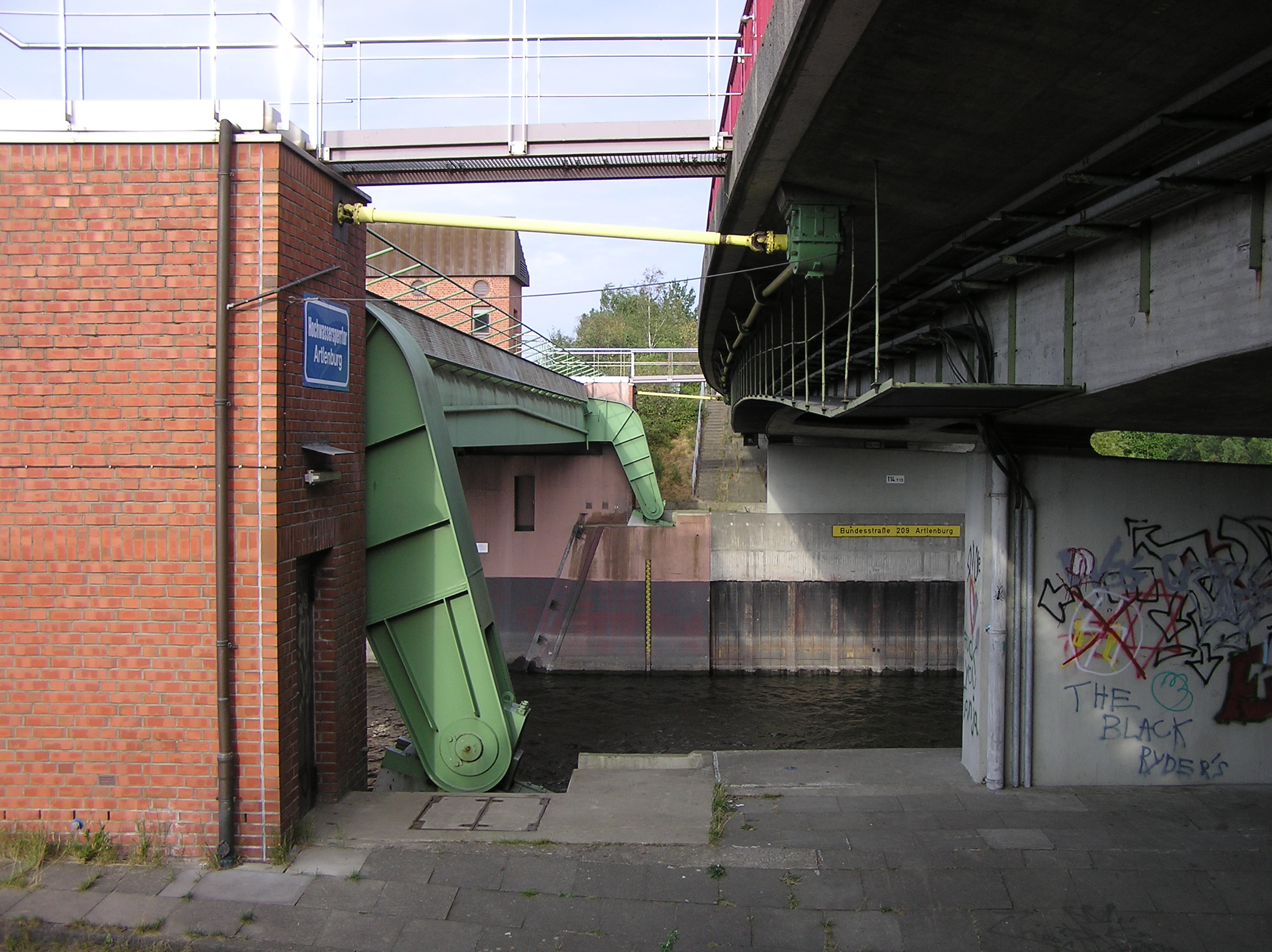
B 209 – Brücke über den Elbe-Seitenkanal mit Sperrwerk

Die Bundesstraße 209 beginnt im Landkreis Nienburg/Weser zwischen den Orten Rohrsen und Drakenburg an der B 215 und führt in nordöstlicher Richtung an den Orten Heemsen und Anderten vorbei.
Nach der Allerüberquerung in Rethem (Aller) im Landkreis Heidekreis werden die Walsroder Ortschaften Groß Eilstorf und Kirchboitzen durchquert, ehe die B 209 durch das einspurige Einbahnstraßensystem der Innenstadt von Walsrode geführt wird. Dies ist ein verkehrstechnisches Nadelöhr, was während Hauptverkehrszeiten Verzögerungen mit sich bringt.
Danach wird Honerdingen durchquert, bevor die B 209 im Gewerbegebiet von Bad Fallingbostel die Anschlussstelle Nr. 47 der A 7 erreicht.
Östlich von Soltau an der B 71 nach Munster führt die B 209 dann erneut in nordöstlicher Richtung nach Amelinghausen und von dort nach Lüneburg. Bei Artlenburg führt die B 209 über den Elbe-Seitenkanal, die Brücke ist mit einem Sperrwerk kombiniert.
Bei Lauenburg überquert die B 209 über die Elbbrücke Lauenburg die Elbe, kreuzt die B 5 und führt schließlich nach Schwarzenbek, wo sie auf die B 207 und die B 404 trifft.

## Geschichte

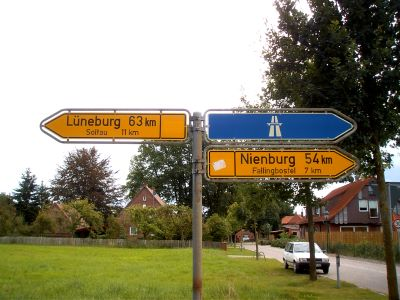
Ehemalige B 209 zwischen Bad Fallingbostel und Soltau

Bis zum 1. Juli 1989 war ein Abschnitt zwischen Bad Fallingbostel und Soltau, eine Teilstrecke der heutigen Landstraße 163, als Bundesstraße 209 gewidmet. Durch die Parallelführung zur Bundesautobahn 7 wurde dieser Abschnitt jedoch herabgestuft. In Bad Fallingbostel trug der Autobahnzubringer (damals ein eigenständiger Abzweig) zur A 7 die Bezeichnung B 209a. Mit der Abstufung zwischen Bad Fallingbostel und Soltau zum 1. Juli 1989 wurde der Autobahnzubringer zur direkten Trasse der B 209. Er ist jedoch noch heute separat kilometriert.